# Ullviar
Ullviar är ett fornminnesområde i Eskelhems socken på Gotland. På platsen finns ett stort bronsåldersröse, Ullviarrojr, som är 24 meter i diameter och 3,5 meter högt. På Gotland finns cirka 400 rösen från bronsåldern och  Ullviarrojr är ett av dem. Namnet Ullviar betecknar nog inte själva röset utan själva platsen, eftersom det finns lämningar efter huskroppar på platsen, kämpgravar, någon skeppssättning och ett par hundra gravar alldeles i närheten.

## Namnet
Namnet Ullviar är inte helt säkert tolkat. Det finns ett antagande att namnet skulle komma av guden Ull, och "viar" skulle då vara plural av vi, en helig plats. Ortnamnsforskaren Stefan Brink skriver i boken The Viking World, Abingdon: Routledge, Brink S. & Price, N. (red.) (2008), att ordet "vi" är ett av de säkraste tecknen på att en plats är tillägnad en gud. 
I boken Gotländska ortnamn, Visby: Ödin, sid. 136-137, diskuterar ortnamnsforskaren Ingmar Olsson ortnamnet och nämner en karta från mitten av 1700-talet där Ullviar eller Ullvi ska ha nämnts som "Ulfvide" och Olsson menar att "vide" ska ha betytt skog i detta fall. Platsen nämns som "Ulfviar" på den geometriska kartan från 1767, men på den äldre avmätningskartan över Prästgård i Eskelhem från 1744 kallas det Ullviar. 